# Moteur 6 temps Porsche
 (avril 2025).
Motif : Où sont les sources secondaires qui analysent ce brevet ?
- Archive Wikiwix
- Bing
- Cairn
- DuckDuckGo
- E. Universalis
- Gallica
- Google
- G. Books
- G. News
- G. Scholar
- Persée
- Qwant
- (zh) Baidu
- (ru) Yandex

| 1. | Préciser le motif de la pose du bandeau. | Précisez le motif de la pose du bandeau en utilisant la syntaxe suivante : {{admissibilité à vérifier\|date=avril 2025\|motif=remplacez ce texte par le motif}}                             |
| 2. | Informer les utilisateurs concernés.     | Pensez à avertir le créateur de l'article, par exemple, en insérant le code ci-dessous sur sa page de discussion : {{subst:avertissement admissibilité à vérifier\|Moteur 6 temps Porsche}} |

 (avril 2025).
 (avril 2025).
 (avril 2025).
Le moteur à six temps Porsche est un prototype[réf. nécessaire] de moteur à explosion développé par le constructeur allemand Porsche, dont le brevet a été déposé en 2024. Ce moteur représente une évolution du cycle à combustion interne classique. Il ajoute deux temps supplémentaires aux quatre temps traditionnels, avec pour objectif d'améliorer le rendement énergétique tout en réduisant les émissions polluantes.

## Principe de fonctionnement
Le cycle du moteur à six temps comprend les phases classiques d’admission, compression, explosion et échappement, auxquelles s’ajoutent deux temps supplémentaires. Ces derniers exploitent la chaleur résiduelle des gaz brûlés afin de produire une combustion additionnelle.
Ces deux temps sont rendus possibles par une architecture interne spécifique, permettant une gestion différenciée des points morts bas. Le dispositif reçoit les gaz brûlés encore chauds, injecte de l’air frais et une faible quantité de carburant, puis déclenche une seconde combustion. Cette étape permet de produire de l’énergie supplémentaire tout en abaissant la température des gaz d’échappement, facilitant leur traitement.

## Objectifs et avantages
Ce type de moteur cherche à répondre à deux problématiques clés des moteurs à explosion classiques :
- les pertes d’énergie sous forme de chaleur non exploitée ;
- les émissions de gaz nocifs, notamment les oxydes d’azote (NOx) et les particules fines.

En intégrant un cycle secondaire, Porsche vise un meilleur rendement thermique et une combustion plus propre.

## Perspectives d'application
Aucun véhicule de série n’intègre actuellement ce moteur, mais certains spécialistes[réf. nécessaire] évoquent une possible utilisation dans des véhicules hybrides ou sportifs, où les contraintes thermiques sont fortes. La technologie pourrait également jouer un rôle dans la transition vers des motorisations plus vertueuses, tout en conservant une base thermique.